# Oberhasel (Weißenhasel)

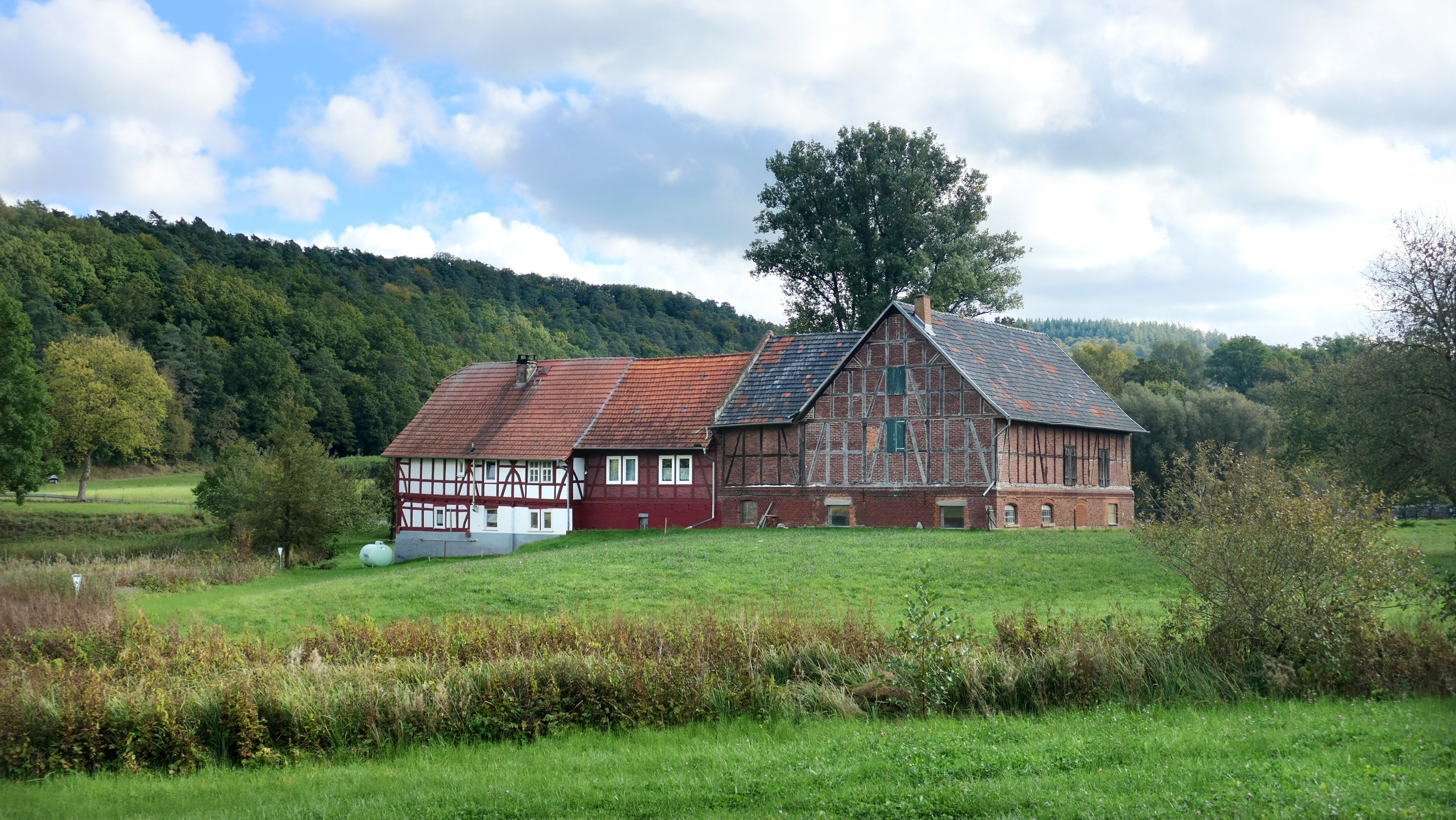
Die Oberhaseler Mühle aus nördlicher Richtung gesehen

Oberhasel, auch Tannenbergisch Hasel genannt, ist ein aufgegebenes Dorf, das zwischen Weißenhasel und Nentershausen lag. Es soll erstmals als „Hasolo“ im Helmarshäuser Zinsregister von 1195 urkundlich erwähnt worden sein. Von dem ehemaligen Ort hat sich nur die Oberhaseler Mühle, ein heutiges Bauerngehöft erhalten.

## Lage
Die Stelle des Dorfes befand sich im südlichen Teil der Gemarkung von Weißenhasel, einem Ortsteil der Gemeinde Nentershausen im Landkreis Hersfeld-Rotenburg. Der Bereich gehört zum Richelsdorfer Gebirge, einer durch Bergbau geprägten, hügeligen Kulturlandschaft im Nordosten von Hessen. Die eigentliche Siedlungsstätte konnte noch nicht lokalisiert werden. Ruinen ehemaliger Gebäude sind nicht mehr nachzuweisen, die damaligen Bauwerke aus Holz und Lehm wurden auf mörtellosen Grundmauern errichtet. Dagegen gilt der Standort der zugehörigen Kirche als gesichert. Sie wurde auf einem schmalen, aus dem Tal ragenden Ausläufer des Kirchbergs, rund zweihundert Meter nordöstlich der Oberhaseler Mühle erbaut.

## Geschichte
Julius Ludwig Christian Schmincke (* 1811; † 1886), Metropolitan zu Sontra, berichtete in der „Geschichte des Klosters Cornberg“, dass in Urkunden des Baumbachschen Archiv in Nentershausen aus den Jahren 1349 und 1356 eine „Capelle in Hasela“ erwähnt wird, die „filialis ecclesie parrochialis in Reynde“ genannt wird. Diese Kirche hatte einen eigenen Pleban (Pfarrer), dem die Parochialrechte zustanden. Zu dieser Kirche gehörte vermutlich früher auch die Gemeinde von Weißenhasel, die hier ihre Verstorbenen begrub.
Oberhasel soll, schrieb der Pfarrer und Chronist der Familie von Baumbach, Lambertus Collmann, im Jahr 1375 überfallen, zerstört und nicht wieder aufgebaut worden sein. „Als die von Baumbach wegen zweier fuldischer Dörfer mit dem Abte von Fulda in Fehde kamen und verwüstend das fuldische Gebiet durchstreiften, versprach hierauf der Landgraf von Hessen dem Abte seine Hilfe und beide zogen mit ihren Heerhaufen vor die Tannenburg, zerstörten die Baumbachschen Dörfer, die seitdem wüst sind und zwangen die von Baumbach zur Unterwerfung.“

## Oberhaseler Mühle

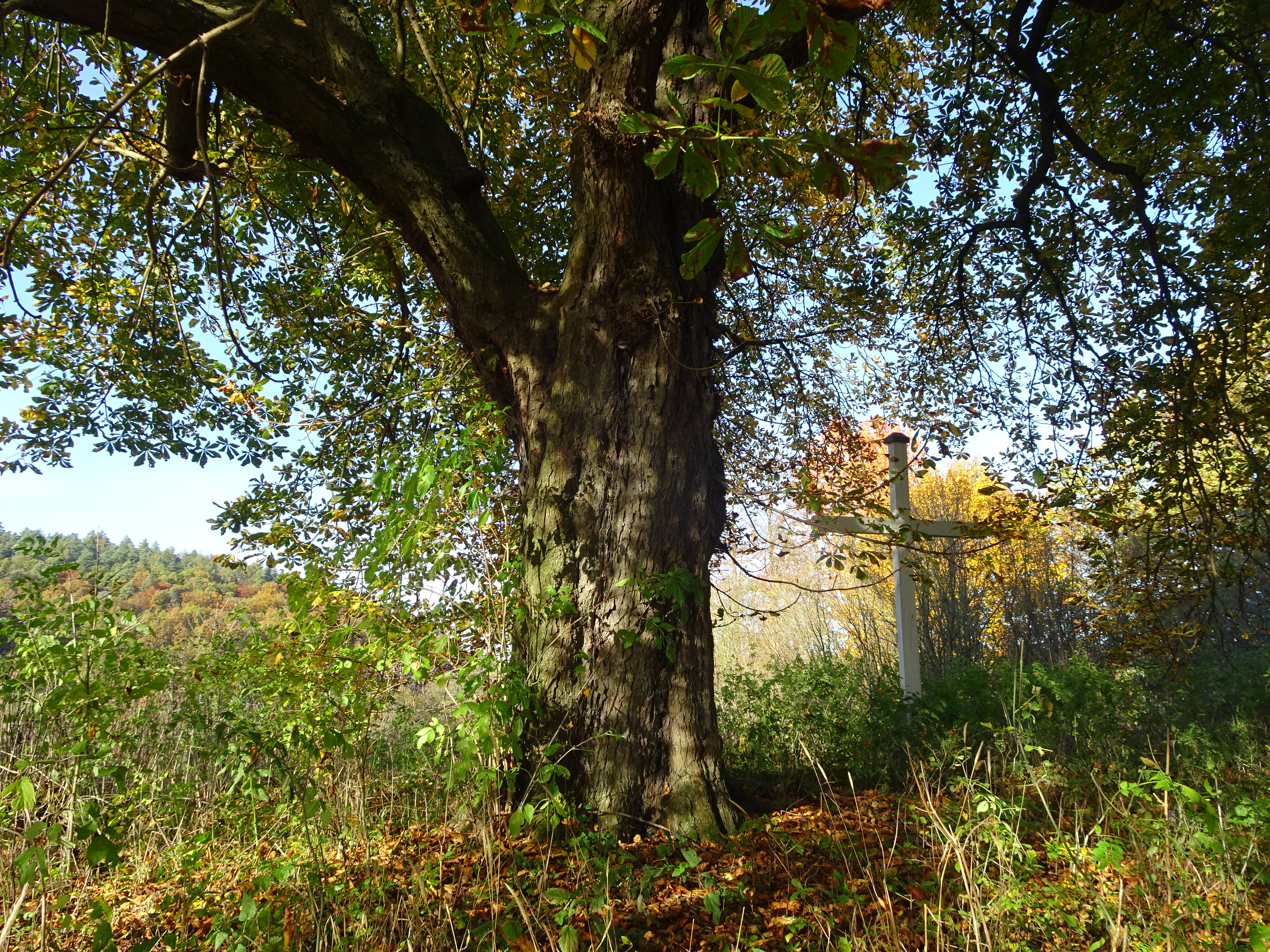
Kreuz auf dem Kirchberg, neben einer seit dem Jahr 1936 als Naturdenkmal geschützten Rosskastanie

Die Oberhaseler Mühle oder Oberhasler Mühle, wie sie in der Niveaukarte des Kurfürstentums Hessen aus der Mitte des 19. Jahrhunderts bezeichnet wurde, wird heute auch Gerlachsmühle genannt. Sie liegt unmittelbar neben der hier Kupferstraße genannten Landesstraße 3249. Das Grundstück wird von der Hasel durchflossen, einem weitgehend begradigten Wiesenbach, der als rechter Zufluss in die Sontra mündet. Zu den aus geschichtlichen Gründen unter Denkmalschutz stehenden Gebäuden gehören das aus dem späten 18. Jahrhundert stammende Wohnstallhaus, dessen Stallbereich um 1900 erneuert wurde und die gegenüber liegende Scheune mit einem Schopfwalmdach aus dem Jahr 1797.

## Das Flüchtlingskreuz auf dem Kirchberg
Auf der Anhöhe des Kirchbergs steht auf einem Sockel aus Feldsteinen ein rund vier Meter hohes, weißes Holzkreuz. Flüchtlinge und Heimatvertriebene, die in und um Nentershausen ein neues Zuhause gefunden hatten, haben es neben einer als Naturdenkmal geschützten Rosskastanie errichtet und zu Allerseelen am 2. November 1950 eingeweiht. Es soll an die während der Flucht und Vertreibung umgekommenen Menschen und an die verlorene Heimat erinnern. Die Wahl des Standortes des Kreuzes fiel auf den Kirchberg, weil ihm gegenüber die Baracken des Flüchtlingsnotaufnahmelager Weißenhasel standen. Dieses Barackenlager war zunächst errichtet worden, um mit der Wiederaufnahme des Kupferschieferbergbaus die angeworbenen Arbeiter unterzubringen. Später wurden in dem Lager Kriegsgefangene und Zwangsarbeiter untergebracht.